# 尤利乌斯·伯恩施坦

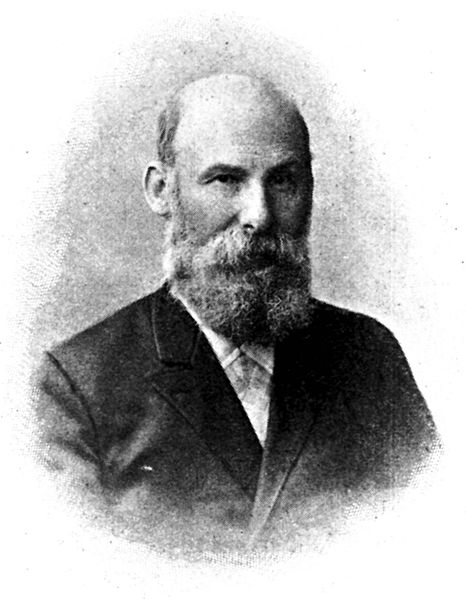
尤利乌斯·伯恩施坦

尤利乌斯·伯恩施坦（1839年12月18日—1917年2月6日）德国生理学家，生于柏林，作家阿隆·伯恩施坦之子，1845年在柏林成立改革犹太教会。儿子是数学家费利克斯·伯恩斯坦。堂兄为社会民主主义理论家及政治家、德国社会民主党重要人物爱德华·伯恩施坦。